# 華胥
華胥（かしょ）は中国に伝わる伝説上の国。華胥国、華胥氏とも書かれる。
西北の果ての地にあるとされ、全てが自然のままで為政者は無く、人々に欲望も無く、とても長寿であるという。三皇五帝のひとりとして中国神話で語られる伏羲の母は、この華胥の人であったとされている。黄帝が夢の中でこの国をおとずれ、その様子に感じ入り、自らの政治の規範としたといい、この伝説は「華胥の夢」という故事成語になっている。

## 理想郷としての華胥
古典籍にみられる記述を受け、華胥は聖人君子の理想郷として表現される。江戸時代後期の日本の儒学者・中井履軒は『華胥国物語』を著わしており、その中で理想的な世界として華胥国を採り上げ、論じている。履軒本人は、自分の住所を「華胥国」庵室の入口を「華胥国門」自らを「華胥国王」とも号していたという。